# Gilé (distrito)

Localização do distrito de Gilé em Moçambique

Gilé é um distrito da província da Zambézia, em Moçambique, com sede na povoação de Gilé. Tem limite, a norte com o distrito de Ribaué da província de Nampula, a oeste com o distrito de Alto Molócue, a sudoeste com o distrito de Ile, a sul com o distrito de Pebane, a leste com os distritos de Mogovolas e Moma, ambos da província de Nampula) e a nordeste com o distrito de Murrupula, também da província de Nampula. 

## Demografia
Em 2007, o Censo indicou uma população de 169 285 residentes. Com uma área de 8875  km², a densidade populacional rondava os 19,07 habitantes por km².
De acordo com o Censo de 1997, o distrito tinha 126 988 habitantes, daqui resultando uma densidade populacional de 14,3 habitantes por km².

## Divisão administrativa
Este distrito foi uma circunscrição administrativa até 1975.
O distrito está dividido em dois postos administrativos (Alto Ligonha e Gilé), compostos pelas seguintes localidades:
- Posto Administrativo de Alto Ligonha:
  - Alto Ligonha
  - Inxotcha
  - Mirali
  - Muiane
  - Namihali
  - Namireco
  - Pury
- Posto Administrativo de Gilé:
  - Gilé
  - Kaiane
  - Mamala
  - Manhope
  - Moniea
  - Naheche
  - Uape